# Meteorologiåret 1892

## Händelser

### Februari
- 5 februari - I Verchojansk i Sibirien, Ryssland uppmäts - 68 °C vid vindstilla [1].
- 7 februari – I Verchojansk, Ryssland uppmäts temperaturen −68 °C (−90 °F) vilket blir Rysslands och Asiens lägsta uppmätta temperatur någonsin [2].
- 19 februari - I Östersund, Sverige uppmäts temperaturen -41,0°C vilket innebär nytt lokalt köldrekord [3].

### Mars
- 8-9 mars - Duluth i Minnesota, USA drabbas av en svår snöstorm. Vissa fönster på andra våningen blockeras.[4].

### Maj
- 20 maj – Mycket sen snö faller över centrala Minnesota, USA [5].
- 27 maj
  - I Herning, Danmark uppmäts temperaturen + 32,8 °C, vilket blir Danmarks högst uppmätta temperatur för månaden [6].
  - I Kalmar, Sverige uppmäts temperaturen + 32,5 °C vilket då är Sveriges högst uppmätta temperatur för månaden [7].
- 28 maj – I Kristianstad, Sverige uppmäts temperaturen + 32,5 °C vilket då är Sveriges högst uppmätta temperatur för månaden [7].

### Juni
- 14 juni - 6 personer dödas av en tornado i Sainte-Rose i Québec, Kanada [8]

### Augusti
- 22 augusti - Prince Edward Island i Kanada upplever sin värsta storm på 20 år, med vindar som blåser i 60–100 kilometer per timme.[8]

## Avlidna
- 7 mars – Lovell Squire, engelsk meteorolog.
- okänt datum – Christen de Seue, norsk meteorolog.

### Fotnoter
1. ↑  Guinness Rekordbok (svenska) 1993
2. ↑  Global Measured Extremes of Temperature and Precipitation. National Climatic Data Center. Läst 21 juni 2007.
3. ↑  SMHI
4. ↑  Famous Minnesota Winter Storms (Listed Chronologically) Arkiverad 7 januari 2009 hämtat från the Wayback Machine.
5. ↑  ”Arkiverade kopian”. Arkiverad från originalet den 16 juli 2010. https://web.archive.org/web/20100716103814/http://www.climate.umn.edu/pdf/day_in_weather_history/may_wx_history.pdf. Läst 16 februari 2011.
6. ↑  Vejrekstremer i Danmark Arkiverad 19 januari 2013 hämtat från the Wayback Machine. DMI
7. 1 2  SMHI Arkiverad 9 september 2010 hämtat från the Wayback Machine.
8. 1 2  ”Dan, Dan the Weatherman's Canadian Weather Trivia Page”. Arkiverad från originalet den 9 september 2013. https://web.archive.org/web/20130909001246/http://www.dandantheweatherman.com/cantriv.html. Läst 7 mars 2011.